# Shaun White
Shaun Roger White (* 3. září 1986, San Diego) je americký profesionální snowboardista a skateboardista. Patří k nejvýraznějším postavám především snowboardingu.

## Dětství
Narodil se se srdeční vadou – Fallotovou tetralogií. V prvním roce života podstoupil dvě srdeční operace.  Jezdit na snowboardu začal v šesti letech a již od svých sedmi let se začal objevovat na malých soutěžích. Jeho talent nezůstal nepovšimnutý, již jako devítiletého kluka si jej vyhlédl profesionální skateboardista Tony Hawk, stal se mu rádcem a přivedl jej k profesionálnímu skateboardingu. Známým se Shaun White stal už jako dítě. V osmi letech se začal objevovat v místních novinách jako hvězda, o pár let později i v televizi a od patnácti let se stal i oblíbenou postavou různých talkshow a zábavných programů.

## Sportovní kariéra

### Snowboarding
Od 15 let se objevuje pravidelně na zimních extrémních hrách X Games v Aspenu v Coloradu. Poprvé tam zvítězil v roce 2003, do roku 2011 nasbíral 11 vítězství v disciplínách Slopestyle a Superpipe. V posledních letech kraluje zejména v disciplíně Superpipe, naposledy v Aspenu odešel poražen v roce 2007, kdy jej překonal o jediný bod Steve Fisher.
V roce 2006 se zúčastnil Zimních olympijských her v Turíně, kde ve stejné disciplíně vyhrál zlato. Přestože v prvním kole obsadil jedno ze zadních míst, v druhém kole již dostal do čela a ve finále své prvenství elegantně potvrdil. Jak sám říkal, zlato z olympiády pro něj byl vždy velký sen. Stal se známým pod přezdívkou "The Flying Tomato" – "Létající rajče".
Titul olympijského vítěze obhájil v roce 2010 ve Vancouveru. V prvním finálovém kole vybojoval vysokou známku 46,8, která mu s velkou pravděpodobností zajišťovala vítězství. Ve druhém kole tak předvedl svůj jedinečný trik Double McTwist 1260. Jízda byla oceněna mimořádnou známkou 48.4 (nejvyšší známka v historii olympijských jízd), náskok na druhého v pořadí činil 3,4 bodu. V tomto roce se veřejně vzdal přezdívky "The Flying Tomato" a začalo se mu přezdívat "Animal"  
 V roce 2011 na X Games zvítězil v disciplíně Superpipe počtvrté za sebou, v následujícím roce vítězství opět obhájil, když předvedl fantastickou jízdu s kombinací Double McTwist 1260 do frontside double cork 1260 a získal za ni jako první závodník v historii absolutní známku 100,0 (překonal tak svůj vlastní rekord 97,66 bodu). 

### Skateboarding
Soutěží zejména na U-rampě. V roce 2007 se stal vítězem US open Skate Cupu, ve stejném roce vyhrál v této disciplíně i na letních X-games.

## Zajímavosti
- Je jediným sportovcem, který vyhrál letní i zimní X Games.
- Hrál jednu z hlavních rolí (spolu s Terjem Håkonsenem, Hannah Teterovou, Shawnem Farmerem a Nickem Peratou) v dokumentu o snowboardingu Extrémní svahy (v originále First descent). Dokument popisující život nejlepších snowboardistů světa a vývoj snowboardingu jako utlačovaného sportu od 70. let 20. století, se do kin dostal v roce 2006.
- Ve volném čase se věnuje navrhování snowboardového a skateboardového oblečení. Má svou vlastní kolekci v rámci značky Burton, která se jmenuje The White collection. Pro firmu Burton také navrhl snowboard, se nímž později vyhrál zlato na olympiádě. Stal se rovněž profi členem Birdhouse teamu skateboardisty Tonyho Hawka. Za tuto společnost navrhl dva promodely skateboardu, na kterých sám objíždí závody ve vertikální rampě.
- Je po něm pojmenovaná videohra Shaun White Snowboarding.
- Věnuje se dobročinným akcím. Shaun White in Rwanda project se týkal výstavby skateparku v hlavním městem Rwandy – Kigali. Shaun White zde nechal park vystavět z vlastních financí a malé děti sám vyučoval.
- Přes náročnost triků zatím ve své kariéře neutrpěl mnoho zranění. Mezi vážnější patřilo roztržení vazů kolenního kloubu, které bylo vyřešeno díky exklusivní operaci ve specializovaném Kalifornském nemocničním centru. Mezi další zranění patří např. pohmožděniny a vyražení dechu způsobené pády na skateboardu či nos roztržený při pádu na snowboardu.
- Velkým koníčkem je pro Shauna Whitea hudba. Jeho nejoblíbenější kapelou jsou AC/DC, které si pouští hlavně při závodech. Jak sám tvrdí, hudba při závodech dokáže ovlivnit jeho výkon. Sám hraje na kytaru.
- Z dalších sportů se věnuje surfování a fotbalu.